# Ernesto Luis de Hesse-Darmstadt (1667-1739)
Ernesto Luis de Hesse-Darmstadt (en alemán: Ernst Ludwig Landgraf von Hessen-Darmstadt; 15 de diciembre de 1667 - 12 de septiembre de 1739) fue landgrave de Hesse-Darmstadt de 1678 a 1739. Sus padres eran el landgrave Luis VI de Hesse-Darmstadt e Isabel Dorotea de Sajonia-Gotha-Altenburgo. 
Los deseos de Ernesto Luis de emular a la corte francesa de Luis XIV llevaron a su país al endeudamiento. Entre los que se beneficiaron del mecenazgo en este florecimiento cultural estaba el compositor barroco Christoph Graupner. También estaba a su servicio el arquitecto Louis Remy de la Fosse debido a su extenso programa de construcción. A su muerte en 1739, la deuda de su país era de 4 millones de florines, diez veces los ingresos anuales. 
El 1 de diciembre de 1687, Ernesto Luis se casó con Dorotea Carlota de Brandeburgo-Ansbach, hija de Alberto de Brandeburgo-Ansbach. La pareja tuvo cinco hijos: Dorotea Sofía, casada con el conde Juan Federico de Hohenlohe-Öhringen; Luis VIII, landgrave de Hesse-Darmstadt, casado con la condesa Charlotte de Hanau-Lichtenberg; Carlos Guillermo; Francisco Ernesto; y Federica Carlota, casada en 1720 con el landgrave Maximiliano de Hesse-Kassel.
Falleció el 12 de septiembre de 1739 a los 71 años.